# Etilefrina
Etilefrina é um estimulante cardíaco utilizado como antihipotensivo. É uma amina simpatomimética da série 3-hidroxi-feniletanolamina e é utilizado no tratamento de hipotensão ortostática de doenças neurológicas, no endócrino, cardiovasculares ou de origem metabólica. A infusão intravenosa deste composto aumenta o débito cardíaco, o volume sistólico, o retorno venoso ea pressão arterial no homem e animais experimentais, sugerindo a estimulação dos receptores adrenérgicos alfa e também dos receptores adrenérgicos beta. No entanto, estudos in vitro indicam que etilefrina tem uma afinidade muito maior para β1 (cardíaco) do que para os receptores adrenérgicos β2. 

## Mecanismo de ação
A etilefrina intravenosa aumenta a frequência cardíaca, débito cardíaco, volume sistólico, pressão venosa central e pressão arterial média de indivíduos saudáveis. A resistência vascular periférica cai durante a infusão de 1-8 mg etilefrina. mas começa a subir em dosagens mais altas. Ocorre marcada bradicardia, débito cardíaco, volume sistólico e fluxo sanguíneo periférico, acompanhados por aumento na pressão arterial média, ocorrem quando etilefrina é infundida após a administração intravenosa de 2,5 mg de propranolol. Estes resultados indicam que etilefrina tem tanto β1 e a1 efeitos adrenérgicos no homem.